# Jogos da Francofonia de 1994
Os Jogos da Francofonia de 1994 foram a segunda edição do evento, realizado na cidade de Paris, na França.